# Ommersyssel Østre Pastorat
Ommersyssel Østre Pastorat er et pastorat i Randers Nordre Provsti (Århus Stift). Pastoratet blev oprettet 1. oktober 2017 med navnet Ommersyssel Pastorat, men ændrede senere navn.
I pastoratet er der 11 sogne:
- Dalbyneder Sogn
- Dalbyover Sogn
- Øster Tørslev Sogn
- Gjerlev Sogn
- Enslev Sogn
- Hald Sogn
- Kærby Sogn
- Udbyneder Sogn
- Kastbjerg Sogn
- Råby Sogn
- Sødring Sogn

I pastoratet er der 12 kirker
- Dalbyneder Kirke
- Dalbyover Kirke
- Øster Tørslev Kirke
- Gjerlev Kirke
- Enslev Kirke
- Hald Kirke
- Kærby Kirke
- Udbyneder Kirke
- Kastbjerg Kirke
- Havndal Kirke
- Råby Kirke
- Sødring Kirke